# Appel à la panique bancaire du 7 décembre 2010
L’Appel à la panique bancaire du 7 décembre 2010 a été lancé par Yann Sarfati et Arnaud Varnier vite rejoints par Géraldine Feuillien à la suite du visionnage d’une interview sur le site de Presse-Océan de l'ancien joueur de football français Éric Cantona qui s'exprimait le 6 octobre 2010 sur « Comment faire la Révolution ». Relayé en France et dans certains autres pays par des collectifs d'internautes, cet appel est devenu un phénomène médiatique sur Internet, puis a été traité par les médias classiques en France et dans plusieurs pays européens. Il a entraîné des réactions, généralement négatives, de la part de professionnels de la finance (la Fédération du secteur financier belge, le directeur général de BNP Paribas, le président de BPCE et de la Fédération bancaire française), de responsables politiques (la ministre de l’Économie française, Christine Lagarde, le ministre du Budget François Baroin) ou encore de dirigeants de partis politiques (Jean-Luc Mélenchon, Cécile Duflot).
Le 7 décembre 2010, la quasi-totalité des grands réseaux bancaires affirment n’avoir constaté « aucun mouvement particulier » à la suite de l'appel sur Facebook d'Arnaud Varnier et Yann Sarfati. Éric Cantona effectue quant à lui un « retrait symbolique » à la banque de Péronne. Aucune information chiffrée sur l'impact des retraits monétaires effectués par les sympathisants de cet appel à la panique bancaire du 7 décembre 2010 n'a été donnée par l'agence France-Presse.

## L'appel

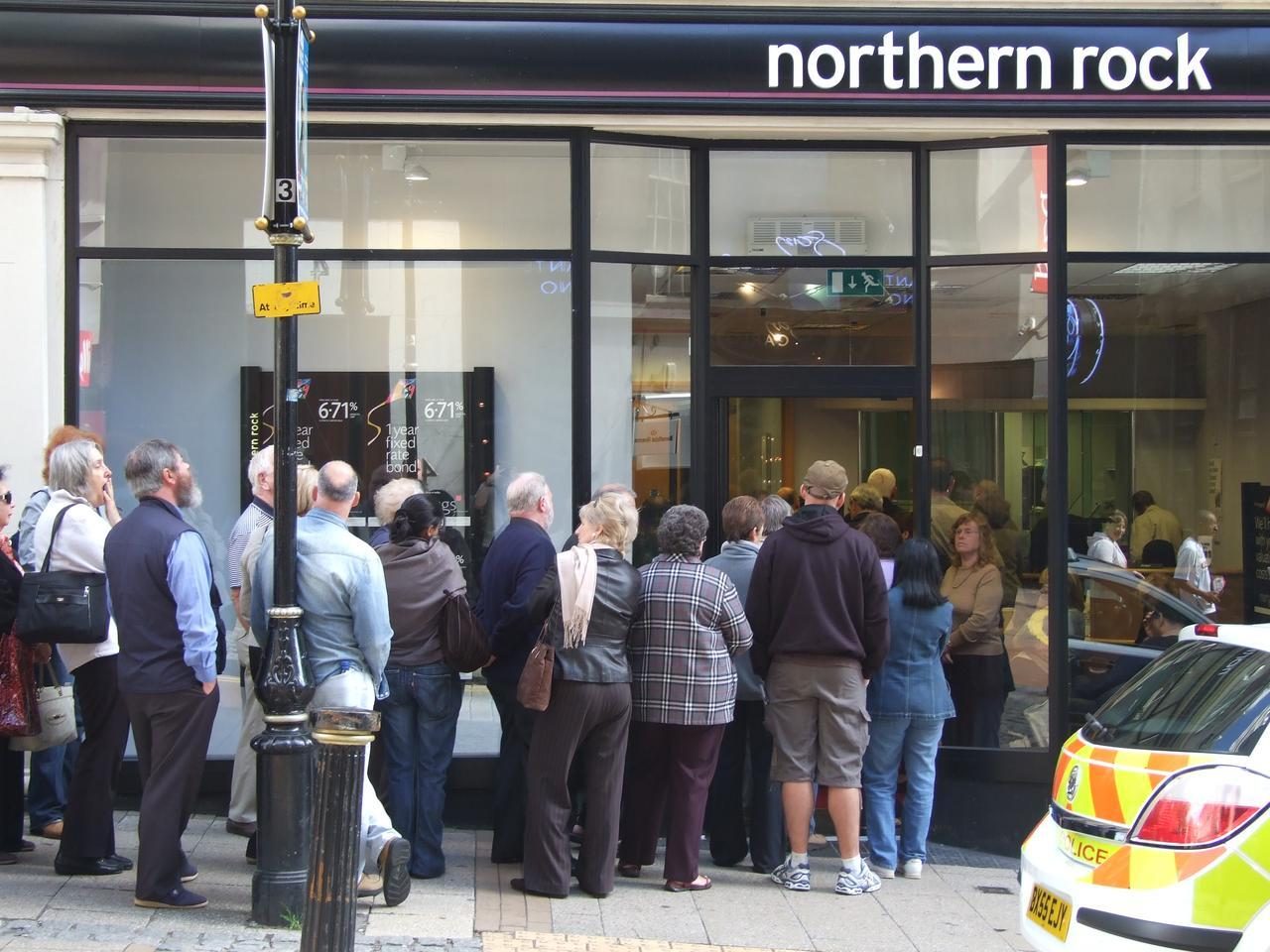
Une panique bancaire en 2007, à Birmingham, illustration d'un phénomène source d'inspiration de l'appel.

Éric Cantona avait suggéré la possibilité de réaliser une révolution non violente par le biais d'un retrait massif d'argent déposé à la banque de la part des citoyens. Il s'agissait dans son esprit de provoquer un écroulement du système bancaire : « S'il y a 20 millions de gens qui retirent leur argent, le système s'écroule [...] La révolution se fait par les banques ». L'idée de provoquer une panique bancaire (bank run en anglais) est lancée par Arnaud Varnier et Yann Sarfati en créant un évènement sur Facebook quelques jours après avoir visionné la vidéo de Cantona qui parlait de révolution (vidéo qui n'avait alors que quelques centaines de vues, le buzz naîtra de l'initiative de reprendre cette action à une date précise). Les deux jeunes gens qui étaient déjà actifs dans le collectif Stopbanque fixent la date du 7 décembre suivant, assez de temps selon eux (1 mois et demi) pour faire connaître l'action et pour créer le Buzz. Ils sont rejoints par Géraldine Feuillien quelques jours après la création de l'événement. Bankrun était le site principal du mouvement, mais il n'était pas officiel. L'action a également été reprise très activement par Stopbanque.
Des « évènements » Facebook ont été créés et traduits dans plus de vingt langues par des sympathisants. Il s'agirait d'une initiative citoyenne non rattachée à un mouvement politique, selon Géraldine Feuillien et Yann Sarfati. Géraldine Feuillien a cependant affiché régulièrement sa sympathie sur des forums internet pour Marine Le Pen et d'autres personnalités classées à l'extrême droite[réf. nécessaire].
L'appel a reçu quelques soutiens d'intellectuels aux États-Unis, notamment du professeur d'économie Robert Prasch (université de Middlebury) et du prévisioniste économiste italo-américain Gerald Celente[réf. nécessaire]. Son concitoyen, l'analyste financier Max Keiser, a également invité ses abonnés à participer à l'action en vidant leurs comptes pour acheter des pièces d'argent métal ou d'or, dont, selon lui, les cours sont artificiellement maintenus très bas par les marchés[réf. nécessaire].

## Phénomène médiatique
Fin novembre, l'appel au retrait des fonds personnels déposés dans les banques est devenu un phénomène médiatique sur Internet, avec le succès de la vidéo de l'appel sur les sites de diffusion.
Il a été suivi par l'appel au retrait lancé sur Facebook avec 36 000 inscrits, la création de sites Internet dédiés et la mention de cette idée dans de nombreux débats sur les forums.
Selon la RTBF le 2 décembre 2010, « 29 803 internautes se sont inscrits au compte Facebook créé par le comité Bankrun 2010, et 376 649 personnes ont indiqué qu'elles participeront à l'évènement[source insuffisante].
Le 6 décembre, le quotidien économique français La Tribune estimait que « près de 60 000 personnes se sont ralliées à cette idée ».
La presse traditionnelle de plusieurs pays européens a traité le sujet. Ce phénomène a entraîné les réactions, majoritairement négatives, de décideurs politiques et économiques, notamment en France.

## Réaction des milieux critiques face au système bancaire
Les responsables politiques critiques vis-à-vis de l'économie libérale ont une attitude ambivalente à l'égard de cet appel qui relève de l'activisme politique en dehors des cadres institutionnels traditionnels et n'émane pas du monde politique.
Cécile Duflot, secrétaire nationale d'Europe Écologie-Les Verts a jugé le 1er décembre sur la chaîne de télévision Public Sénat que cet appel « met les pieds dans le plat sur un sujet qui est un sujet réel » et ajoute : « Je ne suis pas sûre que ce soit la bonne méthode mais cela montre bien qu'il commence à y avoir un véritable ras-le-bol par rapport à cette situation ».
Le chef du Parti de gauche Jean-Luc Mélenchon a estimé sur la radio France Info, le 3 décembre : « Je ne sais pas si on gagnerait quelque chose à une faillite générale et instantanée du système. [...] Mais en même temps, je ne perds pas de vue que Cantona [...] montre que ce système est un tigre de papier »[source insuffisante].
Olivier Besancenot, porte-parole du NPA, estimait dans le quotidien Libération du 1er décembre 2010 : « L’idée de s’attaquer tous ensemble aux marchés financiers est évidemment quelque chose de séduisant. Ce désir de révolution me plaît. »[réf. nécessaire]
L'économiste Frédéric Lordon, tout en estimant vital une reprise en main des banques par les pouvoirs publics, estime que si « Cantona pense faire la révolution sans violence en effondrant les banques [...] c’est qu’il n’a pas idée des violences du chaos matériel qui suivrait ».

## Réaction des pouvoirs publics
Les membres du gouvernement ont relativisé l'appel en ciblant leur critique sur la personnalité de celui qui l'a lancé. La ministre de l’Économie française Christine Lagarde a ainsi rejeté, mercredi 1er décembre 2010, l'appel lancé par Éric Cantona : « Monsieur Cantona n'est pas à une provocation près. C'est un immense footballeur, je ne suis pas sûre qu'il faille le suivre dans toutes ses suggestions non plus. [...] Chacun son métier : il y en a qui jouent magnifiquement au football, je ne m'y risquerais pas, je crois qu'il faut intervenir chacun dans sa compétence ». Sa réaction a été suivie par celle, proche, de François Baroin, ministre du Budget et porte-parole du gouvernement, qui a jugé le 2 décembre sur la radio RMC que cet appel « pas sérieux [...] serait comique si ce n'était tragique ». Roselyne Bachelot a réagi en déclarant qu'Éric Cantona faisait « de la publicité pour des voitures, des rasoirs » et que  « son épouse fait de la publicité pour un système bancaire » (Le Crédit Lyonnais) concluant : « Il faut avoir un peu de responsabilité dans la vie quand on est justement un des chantres de la société de consommation ».

## Réaction du secteur financier
Les réactions, logiquement négatives[réf. nécessaire], de responsables financiers se sont déclinées sur plusieurs modes.
Certains ont mis en avant le risque que l'initiative représentait. C'est le cas du secteur financier belge. Selon le site d'information belge 7sur7.be le 1er décembre : « Cet appel peut de nouveau poser des problèmes aux banques », affirme mercredi dans Het Nieuwsblad et De Standaard la Fédération du secteur financier, Febelfin. [...] « Cette action peut déstabiliser notre système financier qui est fragile », a réagi Michel Vermaerke, administrateur délégué de Febelfin.
Baudouin Prot, directeur général de BNP Paribas, deuxième banque de la zone euro, a jugé le 2 décembre que « La recommandation de retirer les dépôts est totalement insécuritaire [et] complètement contraire à ce qui peut assurer le fonctionnement de l'économie ». L'ancien banquier d'affaires Marc Fiorentino, président de la société d'ingénierie financière Euroland Finance, estime pour sa part dans Libération du 1er décembre 2010 que c'est « la première vraie initiative révolutionnaire pratique et réaliste qui ait été tenté depuis le début de la crise. [...] Retirer les dépôts est effectivement un moyen efficace de faire sauter le système ».
D'autres responsables ont relativisé le risque que pouvait représenter un mouvement de retrait. C'est notamment le cas de François Pérol, président de BPCE (deuxième groupe bancaire français) et, à ce moment, de la Fédération bancaire française (FBF). Il estimait le 2 décembre que cet appel, qui « ne rend service à personne », ne constitue pas une menace pour le secteur bancaire français[source insuffisante].
Le directeur de la banque de détail de la Société générale assure le 6 décembre 2010 sur la radio BFM : « Nous n’avons pas d’inquiétudes. [...] cet appel n’est pas sérieux, mais il révèle quand même quelque chose qui est assez profond : comment nous réconcilier avec nos clients »[source insuffisante]
L'économiste Philippe Waechter, directeur des études économiques de Natixis asset management (groupe BPCE), estimait le 1er décembre, sur le site Internet du journal Libération que « la question, c'est de savoir si cela peut générer une dynamique de retraits, est-ce que les gens vont être impressionnés par les images des queues devant les banques, et donc est-ce que cela peut entraîner un bank run ? »
En revanche, les réactions ne semblaient pas aussi unanimement négatives du côté des syndicats de salariés des banques. Selon le secrétaire du syndicat FO Banque, dans le quotidien français La Tribune du 6 décembre, « on parle beaucoup de l'appel de Cantona dans les agences et, dans l'ensemble, les salariés sont d'accord pour dire qu'il faut obliger le système bancaire à changer. »
Le secrétaire du Syndicat national des banques estimait pour sa part que le report des négociations salariales du secteur était dû à l'approche de la date de l'« appel de Cantona ».

## Prolongements de l’appel
Si l'appel à « vider les banques », du point de vue de son objectif affiché, a été considéré comme un échec, des associations militantes (tel le collectif Sauvons les riches), ont suggéré de poursuivre le mouvement sous une autre forme en appelant à retirer l'épargne des banques traditionnelles au profit d'établissements à dimension éthique (Crédit coopératif (pourtant membre du groupe BPCE), La Nef) ou ayant été un service public (La Banque postale).
L'appel à changer de banque a généré un surplus d'appels téléphoniques auprès de ces établissements. Selon le Crédit coopératif, le mardi suivant l'appel, 1 500 particuliers ont appelé pour demander des informations sur l'ouverture d'un compte. Le 5 janvier, l'AFP faisait état de 3 500 appels. La Nef parle d'un nombre d'appels « multiplié par dix depuis le début de la semaine » et de 200 nouveaux clients par mois depuis le début de la crise,. Selon le Midi Libre, l'appel d'Éric Cantona aurait suscité « beaucoup de réflexions » dans le « village global »[source insuffisante].